# Налоговое уведомление
Налоговое уведомление (англ. Notice to taxpayer) — письменное уведомление налогоплательщику о необходимости выплатить налоги (сборы) в установленный срок. Это также может быть требование о выполнении налогоплательщиком или иным обязанным лицом действий или обязанностей, предусмотренных законодательством о налогах. Налоговое уведомление направляется уполномоченным лицом налогового органа.
Согласно Налоговому кодексу Российской Федерации, в случаях, когда обязанность по исчислению суммы налога законодательно возложена на налоговый орган, налоговое уведомление направляется налогоплательщику не позднее 30 дней до наступления срока уплаты налога. В нём указывается размер налога, расчёт налоговой базы и срок уплаты налога. В налоговом уведомлении могут содержаться данные по нескольким подлежащим уплате налогам. Форма налогового уведомления утверждается Федеральной налоговой службой. Налоговое уведомление передаётся руководителю организации, физическому лицу, либо их законным или уполномоченным представителям лично под расписку. Оно также может быть направлено заказным письмом, передано в электронной форме по интернету, либо размещено в «Личном кабинете налогоплательщика». В случае отправки налогового уведомления заказным письмом или по электронной почте, оно считается полученным по истечении шести дней с момента отправки письма.